# 井上英俊
井上 英俊（いのうえ ひでとし、1945年（昭和20年）11月22日 - ）は、日本の政治家。元兵庫県朝来市長（1期）。

## 来歴
関西学院大学卒。兵庫県朝来町長を3期務め、2005年合併により、朝来市が誕生、これによる市長選挙に立候補し、旧和田山町長の高本勤を破って当選した。市長は1期務め、2009年に引退した。